# Ломающая стрелы
«Лома́ющая стре́лы» — символическая композиция, иллюстрирующая стремления советского народа к миру во всём мире.

## Описание
Композиция представляет собой конную статую девушки на высоком пьедестале. Девушка, воздев над головой руки, ломает стрелы. Конь на дыбах. Монумент выполнен из железобетона.
Находится в выгодной перспективе на Цветном бульваре в микрорайоне Гагарина в Центральном районе города Сочи, Краснодарский край, Россия.

## История создания
Памятник открыт в 1976 года. Автор — сочинский скульптор В. И. Глухов. Установка монумента была предусмотрена советским Генпланом развития города, композиция утверждена худсоветом Академии Художеств и союзным Художественным фондом.